# Апарат видання
Службова частина (апарат) видання — це напрацьований історичним досвідом і регламентований певними нормами, зразками, стандартами тієї чи іншої країни мінімум уніфікованих інформаційних матеріалів видавничого походження, який вміщується, здебільшого, на початкових і прикінцевих сторінках видання з метою його ідентифікації користувачами як у середині країни, так і за рубежем, а також для бібліографічного опрацювання та статистичного обліку (за М.Тимошиком).

## Історія
За радянських часів А. Мільчин зазначав, що апарат видання – це комплекс додаткових до основного тексту видання елементів, завдяки яким стає легше й зручніше користуватися будь-яким виданням. 

Апарат видання складався з чотирьох блоків:

- розпізнавально-відмітний;
- довідково-пошуковий;
- довідково-пояснювальний;
- бібліографічний.

До апарату видання входили: анотація, передмова, післямова, вступна стаття, коментарі, додатки, примітки, вихідні відомості, покажчики, зміст, бібліографія і т. ін.
Розглядаючи цю частину видання у контексті українських державних стандартів, ми можемо вести мову про вихідні відомості та їх основні елементи.

## Вихідні відомості

### Елементивихідних відомостей
- назва видання;
- надзаголовкові, підзаголовкові, вихідні дані;
- класифікаційні індекси (УДК, ББК);
- макет анотованої каталожної картки;
- анотація;
- міжнародні стандартні номери (ISBN, ISSN, ISMN);
- знак охорони авторського права;
- випускні дані.

## Елементи службової частини на початкових сторінках
Титул (титульний аркуш) — це початковий аркуш видання, на якому розміщується частина основних вихідних відомостей, які дають можливість ідентифікувати (титулувати) видання, відрізнити його від усіх інших.

За кількістю сторінок і змістовим наповненням титул буває:

- одинарний
- подвійний
- розгорнений
- розворотний

Титульний аркуш складається:

- надзаголовкові дані,
- відомості про авторів,
- назва видання,
- підзаголовкові дані,
- вихідні дані.

### Відомості про автора (авторів)
Автор — особа, яка створила художній, науковий, мистецький чи інший твір.
Автор – це одна людина, ім’я якої розміщується у центрі титульної сторінки над заголовком (наприклад Леся Українка або Л. П. Українка). 
Прізвища лише трьох авторів можна зазначати на титулі (обкладинці). Якщо більше авторів то повний перелік усіх авторів із зазначенням внеску кожного в написання конкретних розділів, параграфів чи сторінок, подається на звороті титулу.

### Назва видання
Назва видання — одне або кілька слів, які передають зміст видання, графічно виділені на титульному аркуші (обкладинці).
Розрізняють основну (перша серед інших), альтернативну (друга назва твору, приєднана до першої за допомогою слів "або", "тобто"), складну назви видання (назва твору, яка складається або з двох рівноцінних за значенням окремих речень, або заголовка і підзаголовка).
Назва видання має чітко відповідати тій, яка затверджена в договорі з автором і проанонсована в рекламних проспектах. І автор, і видавець зацікавлені в тому, щоб вона була короткою,цікавою, інтригуючою, оригінальною. Виняток становлять лише навчальні видання, назви яких мають відповідати назвам нормативних чи факультативних дисциплін, що вивчаються в навчальних закладах. 

### Надзаголовкові дані
Надзаголовкові дані — це елемент вихідних відомостей, які вміщують у верхній частині титульного аркуша над прізвищем автора і назвою видання.

У цих даних міститься така інформація:

- назва організації, від імені якої випускається видання;
- назва серії (підсерії), до складу яких входить видання.

У виданнях матеріалів конференцій, з'їздів, симпозіумів, нарад кількість таких організацій, що зазначаються в надзаголовковій частині, може бути більшою. Назви установ і організацій, від імені яких випускається видання, мають відповідати їх офіційним написанням. Редактору варто пам'ятати, що йдеться  лише про організаторів таких заходів і аж ніяк не про учасників.

### Підзаголовкові дані
Підзаголовкові дані — це елемент вихідних відомостей, які вміщують на титульному аркуші під назвою видання і над вихідними даними.
Підзаголовкові дані:
- відомості про вид видання
- читацька адреса
- літературний жанр
- наявність грифа видання
- ім'я укладача
- відомості про мову оригіналу та ім'я перекладача
- відомості про загальну кількість томів багатотомного видання та порядковий номер тому
- відомості про місце і дату проведення конференції, симпозіуму, матеріали яких об'єднані в даному збірнику

### Вихідні дані
Вихідні дані — це елемент вихідних відомостей, які повідомляють про місце, назву видавництва чи ім'я видавця та рік випуску видання. Їх уміщують у нижній частині лицьової сторінки титульного аркуша.
Назва видавництва, видавничої організації чи видавця, незалежно від їх організаційно-правової форми, подається так, як зазначено в посвідченні, виданому державним реєстраційним органом. Якщо книгу випускають у філії якогось видавництва, на початку зазначається назва самого видавництва, а після — назва його філії або відділення. 

Розгорнутий титул використовується у таких виданнях:
- багатотомних;
- серійних;
- поліпшених (подарункових, ювілейних тощо);
- перекладних;
- перевиданнях.

### Зворот титулу
На звороті титулу видання розміщують такі елементи вихідних відомостей: шифр зберігання видання, макет анотованої каталожної картки, анотацію, міжнародні стандартні номери видань, знак охорони авторського права.

На звороті титульної сторінки зазначаються також й інші дані, що не входять до елементів вихідних відомостей:
- дані про рецензентів;
- дані про наукового (відповідального) редактора;
- дані про документ, за яким надано гриф навчального видання;
- інформація про спонсора чи інші засади видання.

Місце розташування таких елементів — верхня половина звороту титульної сторінки.

### Авантитул
Авантитул — це перша сторінка видання, в якому є розгорнутий титул.
У виданнях, що друкуються в оправі ця сторінка, лівий край якої приклеєний до форзаца, є малопомітною. 

Є такі варіанти текстового або графічного наповнення авантитулу:
- повтор деяких даних з титульної сторінки;
- логотип видавництва;
- назва серії;
- пов'язана зі змістом видання цитата із зазначенням автора;
- посвята.

## Елементи службової частини на прикінцевих сторінках
На прикінцевих сторінках розміщують надвипускні та випускні дані, а також штрих-кодову позначку Міжнародної асоціації товарної нумерації.

### Надвипускні дані
Це частина вихідних відомостей, які повторюють дещо в іншій формі найважливішу редакційно-видавничу інформацію про конкретне видання, — повну назву, повну форму імені автора (авторів) чи упорядника, вид видання за цільовим призначенням, імена учасників редакційно-видавничого процесу за найголовнішими функціональними обов'язками: художнього, технічного редактора, художника, оператора комп'ютерного складання, верстальника, коректора. Тут же повідомляється про мову видання, якщо воно здійснене недержавною мовою.
Такі дані редактори та видавці ще називають передвипускними, бо вони вміщуються перед специфічною інформацією про випуск видання.
Надвипускні дані розміщуються у верхній половині прикінцевої сторінки видання.

### Випускні дані
Це частина вихідних відомостей, у яких подається виробничо-поліграфічна характеристика видання. 

Випускні дані повинні містити: 
- формат паперу та частку аркуша;
- наклад (тираж);
- обсяг видання в умовних друкованих аркушах;
- номер замовлення виготівника видавничої продукції;
- назву та місцезнаходження видавця;

- відомості про видачу видавцю свідоцтва про внесення до Державного реєстру України видавців, виготівників і розповсюджувачів видавничої продукції (далі — Державний реєстр);

- назву та місцезнаходження виготівника видавничої продукції, а також відомості про його внесення до Державного реєстру.